# Сборная Лихтенштейна по футболу (до 21 года)
Сборная Лихтенштейна по футболу до 21 года представляет Лихтенштейн на Чемпионатах Европы по футболу U — 21. Контролируется Лихтенштейнским футбольным союзом. Действующий главный тренер — Михаэль Колер.

## История
Впервые сборная принимала участие в квалификации на Чемпионат Европы в 2006 году, уступив в домашнем поединке команде Северной Ирландии со счетом 1:4. Лихтенштейн проиграл первые 59 встреч в своей истории с суммарной разницей 232 — 17, впервые одержав победу лишь 6 июня 2019 года в матче против сборной Азербайджана (1:0) в рамках отборочного турнира к ЧЕ — 2021.
Крупнейшее поражение команда потерпела в 2021 году, проиграв португальцам со счетом 11:0.
Домашние матчи сборная проводит на арене «Райнпарк» в Вадуце.